# Alkanna shattuckia
Alkanna shattuckia là loài thực vật có hoa trong họ Mồ hôi. Loài này được Post mô tả khoa học đầu tiên năm 1896.